# Jose Isidro Camacho
José Isidro "Lito" Navato Camacho (Balanga, Bataan, Filipinas, 27 de julio de 1955) es un banquero filipino que se desempeñó como Secretario de Energía de Filipinas y más tarde como secretario de Finanzas bajo la presidencia de Gloria Macapagal Arroyo.
Después de su breve paso por el gobierno, regresó al sector privado y ahora se desempeña como vicepresidente de Credit Suisse de Asia-Pacífico y director ejecutivo de Singapur; presidente no ejecutivo de Sun Life Financial de Canadá en Filipinas; director de la Fundación SymAsia (Singapur), y miembro de la junta directiva de Galería Nacional de Singapur. También es miembro del Grupo de Expertos del Foro de Mercados de Capital de la ASEAN, el Consejo de la Industria de Valores de Singapur y el Panel Asesor Internacional de la Comisión de Valores de Malasia.

## Vida personal
Camacho nació en Balanga, Bataan. Es hijo de Teodoro Camacho, Jr. y Leonarda Navato. Su abuelo, Teodoro Camacho, Sr. fue congresista y gobernador de Bataan.
Terminó la escuela secundaria en el Instituto Técnico Don Bosco en Mandaluyong en 1972, y en 1975 se graduó cum laude con un título AB en Matemáticas de la Universidad De La Salle en Manila. Estudió y obtuvo un MBA con concentración en Finanzas de Harvard Graduate School of Business Administration en los Estados Unidos en 1979.

## Carrera profesional
Después de la universidad, Camacho trabajó en el Banco Filipino, antes de partir para realizar estudios de posgrado en los Estados Unidos. A su regreso a Filipinas, volvió a la industria bancaria, y en 1995 se convirtió en director general sénior y director nacional de Bankers Trust New York . Posteriormente, se convirtió en director general y director general de Deutsche Bank en Filipinas. De 1999 a 2000, fue director general y jefe de Cobertura de País para Banca de Inversión para la Región Asiática de Deutsche Bank con sede en Singapur.

## Servicio gubernamental
Camacho fue nombrado Secretario de Energía por la presidenta de Filipinas, Gloria Macapagal Arroyo, cuando asumió el cargo en 2001. Durante su mandato, se aprobaron reformas muy necesarias en el sector eléctrico del país.
En su tercer mes como Secretario de Energía, Macapagal Arroyo lo reasignó como Secretario de Hacienda, cargo que ocupó hasta noviembre de 2003 cuando regresó al sector privado. Tras su renuncia como Secretario, se percibió que la noticia de la inacción del Presidente sobre las recomendaciones de Camacho para el Sistema de Seguros del Servicio Gubernamental lo había impulsado. Su renuncia trajo ansiedades e incertidumbres en el gobierno y provocó que el peso se desplomara frente al dólar a un mínimo histórico. Camacho fue reconocido por sus importantes contribuciones en la gestión y estabilización del déficit fiscal del país, e incluso fue reconocido por varios grupos de empresarios e inversores como uno de los mejores secretarios de Finanzas que ha tenido Filipinas. Durante su mandato también se aprobó la Ley contra el Lavado de Dinero del país (RA 9160).